# Język syryjski
Język syryjski (syriacki, ܣܘܪܝܝܐ suryāyā) – dialekt wschodnioaramejski z okolic Edessy (obecnie Şanlıurfa w Turcji). Stał się głównym językiem literackim i liturgicznym chrześcijaństwa na Bliskim Wschodzie. Przestał być częściowo używany w mowie w VIII w. po najeździe Arabów na Syrię. Używany jest do dziś m.in. przez kościoły jakobicki, asyryjski, maronicki i malabarski.

Trzy grafiki pisma syryjskiego. Tekst z Ewangelii św. Jana 1,1.

Zapisywany jest pismem syryjskim. W historii pisma syryjskiego wykształciły się trzy formy zapisu. Najstarszą jest esţrangelā, z której wyłoniły się: serţō i wschodnio-syryjski. Zasada zapisu i wygląd znaków zbliżony jest do pisma arabskiego: czyta się od prawej do lewej, zapisuje się tylko spółgłoski, samogłoski mogą być zaznaczone znakami nad i pod tekstem.
Kultura syryjska wydała wielu wybitnych pisarzy chrześcijańskich takich jak: Afrahat, Efrem Syryjczyk, Jakub z Sarug, Grzegorz Bar Hebraeus, Jan z Efezu. Literatura syryjska służyła też jako pośredni etap w przyswajaniu przez Arabów nauki i filozofii greckiej.
Dość często, dla ocalałych (żywych) dialektów wschodnioaramejskich, używane są terminy: „współczesny syryjski” (Modern Syriac) i „neo-syryjski” (Neo-Syriac), choć istnieją znaczne różnice między tymi dialektami a syryjskim klasycznym.
Syryjski, zwany klasycznym (Classical Syriac), oprócz nieprzerwanego użycia w liturgii, jest także używany jako literacki (np. w artykułach naukowych). W XV i XVI wieku w syryjskim pisali tacy autorzy jak: Bēt Sḇīrīnā, Isḥāq Qardāḥē Šbadnāyā, czy syryjski patriarcha Nūḥ Leḇnānāyā. Neo-syryjski zaczął być zapisywany w późniejszych wiekach. Niektóre prace jednak nadal były pisane w klasycznym syryjskim a zachodnie publikacje były tłumaczone na ten język (np. „O naśladowaniu Chrystusa”). W XX wieku przetłumaczono na klasyczny syryjski światowe dzieła zachodniej literatury (Shakespeare, Dickens i inni), jak również publikacje periodyków (niektóre tylko częściowo są w klasycznym języku). Język literacki (pisany) jest obecnie zwykle nazywany kṯōḇōnōyō (dosłownie „język książki”), aby odróżnić go od mówionego aramejskiego, który nie był zapisywany aż do XX w. Terminologia nie jest jednak używana z pełną konsekwencją. Szczególnie George Kiraz woli ograniczyć termin kṯōḇōnōyō tylko do klasycznego syryjskiego. Członkowie Syryjskiego Kościoła Ortodoksyjnego próbowali jednak rozszerzyć ten termin, odnosząc go do języka publikacji pisanych.